# 845 TCN
845 TCN là một năm trong lịch La Mã.